# Kuruva, Honnali
Kuruva là một làng thuộc tehsil Honnali, huyện Davanagere, bang Karnataka, Ấn Độ.